# Підручникознавство
Підручникознавство — галузь наукового дослідження соціальних наук, що вивчає психолого-педагогічні, дидактико-методичні, історичні, книгознавчі, бібліотекознавчі, бібліографознавчі, гігієнічні й управлінські аспекти розвитку навчальної літератури .

## Основні тлумачення поняття
Підручникознавство:
- наукова дисципліна, яка розвивається на стику історії педагогіки (дослідження процесів реформування освіти, розвитку дидактики та методики викладання); книгознавства (наука про книгу як явище культури та предмет виробництва, її походження, історію друкування, розповсюдження і зберігання); підручникотворення (теорія і технологія розроблення, експертизи та виготовлення підручників і навчальних посібників); педагогіки і психології (дидактичні, фізіологічні, гігієнічні, психологічні вимоги до підручників і навчальних посібників та методика їх використання в освітньому процесі);
- галузь науки, що вивчає психолого-педагогічні, дидактико-методичні, фізіологічні, гігієнічні та ергономічні аспекти навчальних видань.[2][3]

## Структура підручникознавства
- загальне підручникознавство (вивчає загальні проблеми якості навчальної літератури);
- спеціальне (часткове) підручникознавство (вивчає проблеми якості, ролі й місця навчальної літератури в окремій освітній галузі або окремій навчальній дисципліні). Напр.: шкільне підручникознавство (вивчає процеси створення, перевірки якості та впровадження навчальної літератури для закладів загальної середньої освіти); підручникознавство вищої освіти (вивчає процеси створення, перевірки якості та впровадження навчальної літератури для закладів вищої освіти).